# 大垣市赤坂港会館
大垣市赤坂港会館（おおがきしあかさかみなとかいかん）は、岐阜県大垣市赤坂町にある博物館である。
明治から大正まで杭瀬川の舟運で栄えた赤坂港に関する展示が中心だが、中山道赤坂宿、金生山の大理石、石灰石など、大垣市赤坂地区（旧・不破郡赤坂町）に関する展示が行われている。

## 概要
赤坂港に関する資料を保管、展示することを目的とした施設である。1992年（平成4年）11月3日開館。
建物は望楼付の木造2階建擬洋風建築であり、建築面積は59.97㎡、延床面積は98.52㎡。旧・岐阜県警察第2区出張所第5分区屯所の建物の外観を復元したものである。岐阜県警察部第2区出張所第5分区屯所は不破郡赤坂村の中山道と谷汲街道の交差点の角に1875年（明治8年）4月25日に開設。1932年（昭和7年）に赤坂町に払い下げられ金生山山麓に移築及び増築され赤坂商工会事務所となり、1976年（昭和51年）頃まで使用された。その後1985年（昭和60年）まで金生山化石館として使用された。当初はこの旧建物を移築が検討されたが、修復困難であったことから外観のみを復元することとなり、復元するさいは当時の図面は殆ど残っていなかったため、旧建物を綿密に調査、岐阜県警察部第2区出張所第5分区屯所時代の明治初期の姿としている。
赤坂港の跡地にある。赤坂港は杭瀬川の川湊であり、赤坂港会館の東にある排水路がかつての杭瀬川である。杭瀬川から揖斐川を経由し名古屋へ舟運が行われていたが、1919年（大正8年）の美濃赤坂支線の開通、1938年（昭和13年）に下流に杭瀬川水門が完成したことにより衰退。1950年（昭和25年）に杭瀬川の改修工事により現在の水路となっている。
2006年（平成18年）から指定管理者制度を導入し公益財団法人大垣市文化事業団が管理運営を行っていたが、2019年（平成31年）4月から大垣市直営施設に戻されている。
北側には地区の公民館（赤坂町東町公民館）が隣接しており、赤坂港会館と一体化しての利用も可能である。

## 主な展示
- 赤坂港
- 赤坂宿
- 赤坂の大理石
- 赤坂の石灰
- 赤坂いまむかし
- 金生山の化石
- 旧金生山化石館[5]

## 利用案内
- 所在地：岐阜県大垣市赤坂町2939番地
- 開館時間：9:00 - 17:00
- 休館日：平日、年末年始（12月29日 - 1月3日）
- 入館料：無料
- 駐車場：無し

## 交通アクセス
- JR東海道本線支線（通称：美濃赤坂支線）美濃赤坂駅下車、徒歩で約8分。
- 名阪近鉄バス：赤阪線「赤坂港跡」バス停より徒歩ですぐ。
  - 大垣駅（大垣駅前バスのりば）より「消防赤坂分署」行きに乗車。

## 周辺施設
赤坂港会館は中山道赤坂宿の一画にある。
- 大垣市立赤坂小学校
- 大垣市立赤坂中学校
- お茶屋屋敷跡
- 旧清水家住宅
- 大垣共立銀行赤坂支店
- 十六銀行赤坂支店
- 河合石灰工業